# Jānis Frīdrihs Baumanis

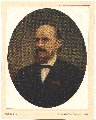
Jānis Frīdrihs Baumanis

Jānis Frīdrihs Baumanis (bzw. Johann Friedrich Baumann, * 23. Maijul. / 4. Juni 1834greg.  in Riga; † 19. Märzjul. / 31. März 1891greg. in Riga) war ein deutschbaltischer Architekt. Er projektierte ungefähr 150 Bauten einschließlich mehrerer orthodoxer Kirchen im Gouvernement Livland sowie die Bühnen der ersten drei Sängerfeste.

## Leben
Jānis Frīdrihs Baumanis war der Sohn eines Angehörigen der lettischen Handelsämter in Riga, der mit der Verschiffung des Holzes betraut war, das in Flößen über die Daugava anlangte. Schon als Elfjähriger arbeitete Jānis Frīdrihs Baumanis als Flößer. Von 1846 bis 1846 besuchte er die Moritzschule seiner Heimatstadt. Nach dem Schulabschluss machte Baumanis eine Lehre als Zimmermann. Von 1856 bis 1860 arbeitete er im Architekturbüro von Heinrich Scheel. Die Unterstützung seines nächsten Arbeitgebers Ludwig Bohnstedt ermöglichte Baumanis ein Studium an der Bauakademie Berlin und der Kunstakademie St. Petersburg, das er 1865 abschloss. Gemeinsam mit Robert Pflug gewann er einen Wettbewerb für den Bau des Ritterschafts-Hauses, welches heute die Saeima beherbergt. Von 1870 bis 1880 war Baumanis Chefarchitekt des Gouvernement Livland. Später war er Ratsherr in Riga und Mitgründer der Rigaer Handwerkskammer (1865), des Rigaer Letten-Vereins (1868), dessen Vorsitzender er von 1872 bis 1987 war, und des Rigaer Architektenvereins (1879). Er war ein aktiver Organisator und Teilnehmer der ersten lettischen Sängerfeste, für die er auch die großräumigen Bühnen entwarf. Im Süden Estlands und in Vidzeme wurden 17 orthodoxe Kirchen nach Baumanis Plänen errichtet und in Riga mehr als 150 private und öffentliche Gebäude. Die Neubauten auf dem Gebiet der abgerissenen Rigaer Stadtbefestigungen wurden zum großen Teil von Baumanis geplant, dazu etwa ein Drittel der Bebauung der Boulevards der Neustadt. Als er 1891 starb, nahmen mehrere zehntausende Menschen, darunter höchste Staatsbeamte, an der Beerdigung teil.

## Werk

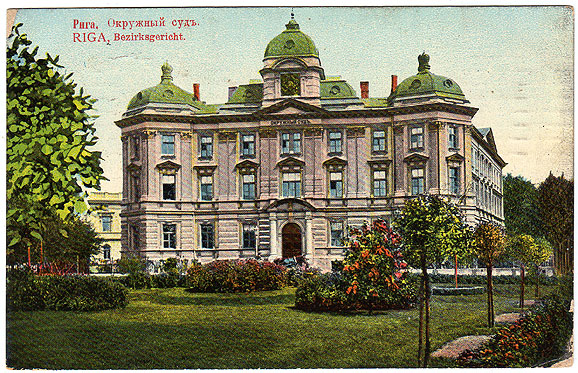
Alte Postkarte mit dem Rigaer Bezirksgericht

In Riga baute Baumanis mehr als 40 Häuser. Seine Bauten gehören dem damals herrschenden Baustil des Eklektizismus an. Die Fassaden sind unabhängig von der Funktion im gleichmäßigen Rhythmus mit wiederkehrenden dekorativen Elementen vergangener Stilrichtungen verziert.
Profanbauten in Riga:
- Haus der Livländischen Ritterschaft, heute Gebäude des Lettischen Parlaments (Saeima), (1863–1867) (zusammen mit Robert August Pflug)
- Gebäude Raiņa bulvāris 11 (1867)
- Vereinshaus der Rigaer Lettischen Gesellschaft (1869/1870) (Merķeļa iela 13)[4]
- Alexander-Gymnasium  (1870–1875) (heute Lettische Musikakademie, Krišjāņa Barona ielā 1)
- Französische Botschaft (1873) (Raiņa bulvaris 9)
- Lettische Bank, jetzt Grand Palace Hotel (1877) (Pils ielā 12)
- Gebäude Merķeļa iela 12 (1881)
- Residenz am Daugava-Ufer (1883) (11. Novembra krastmala 9)
- Rigaer Bezirksgericht (1888) (Brīvības bulvāris 34)
- Rigaer Zirkus (1889) (Merķeļa ielā 4)

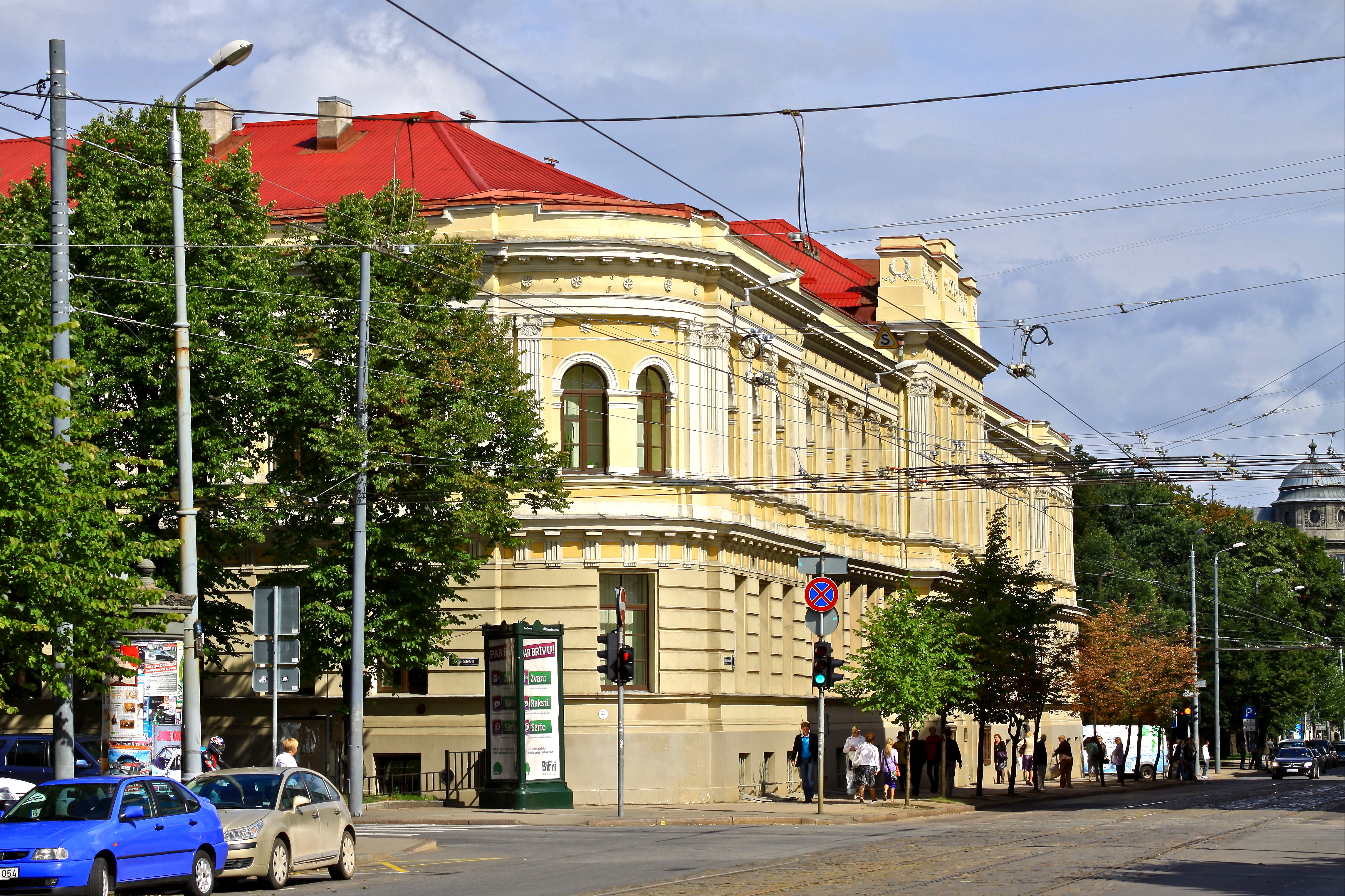
Lettische Musikakademie
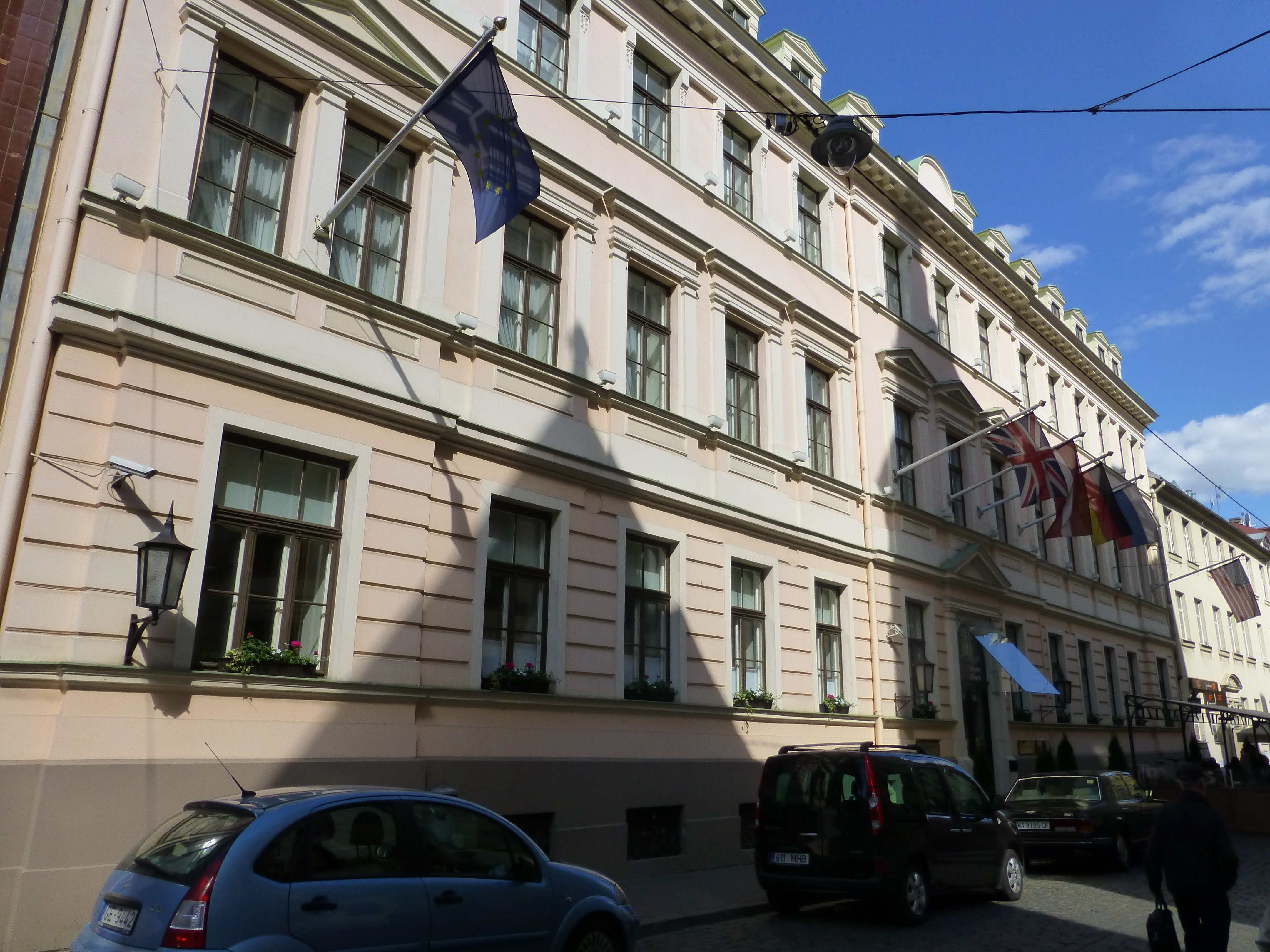
Ehemalige Lettische Bank
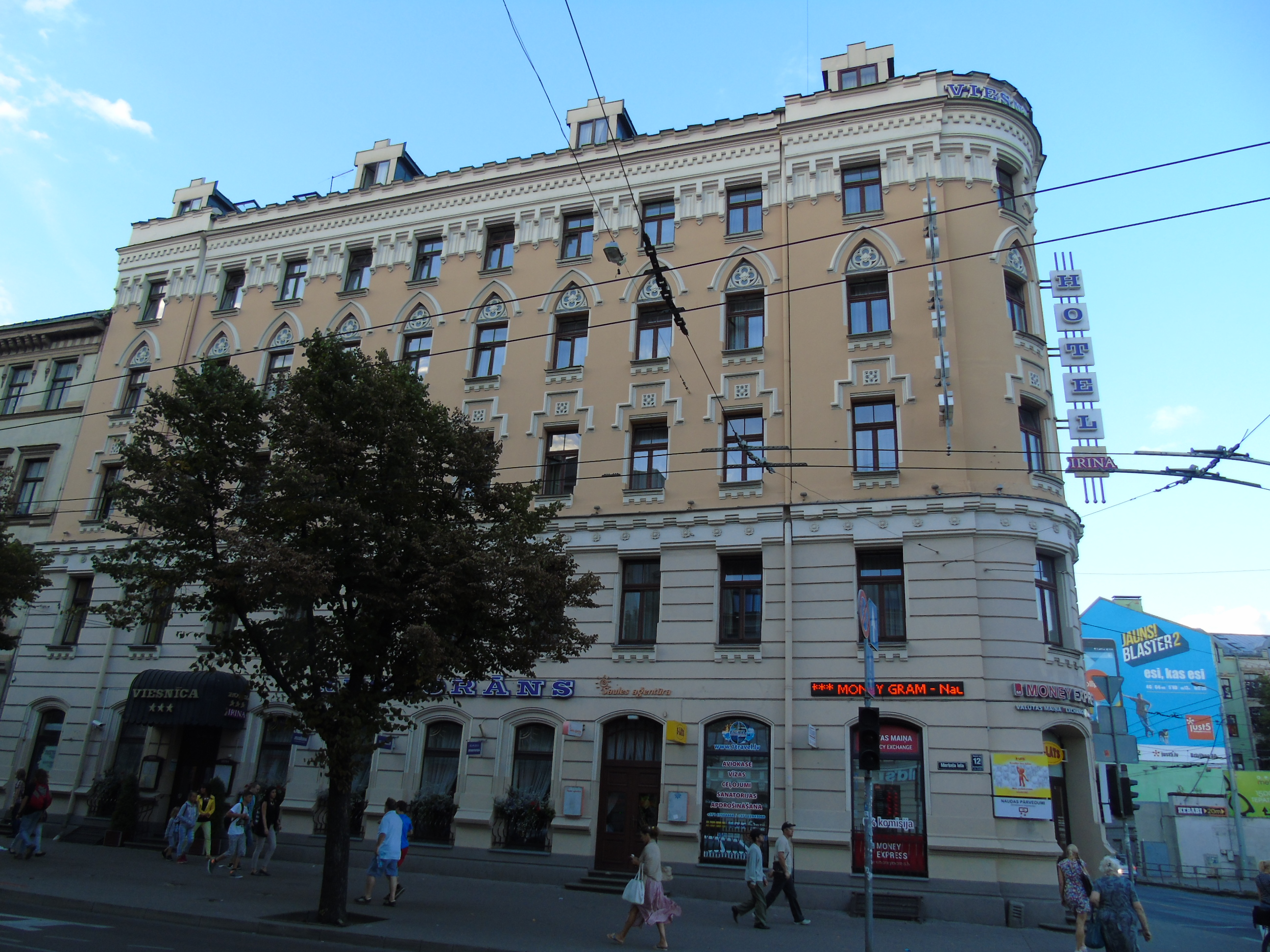
Merķeļa iela 12
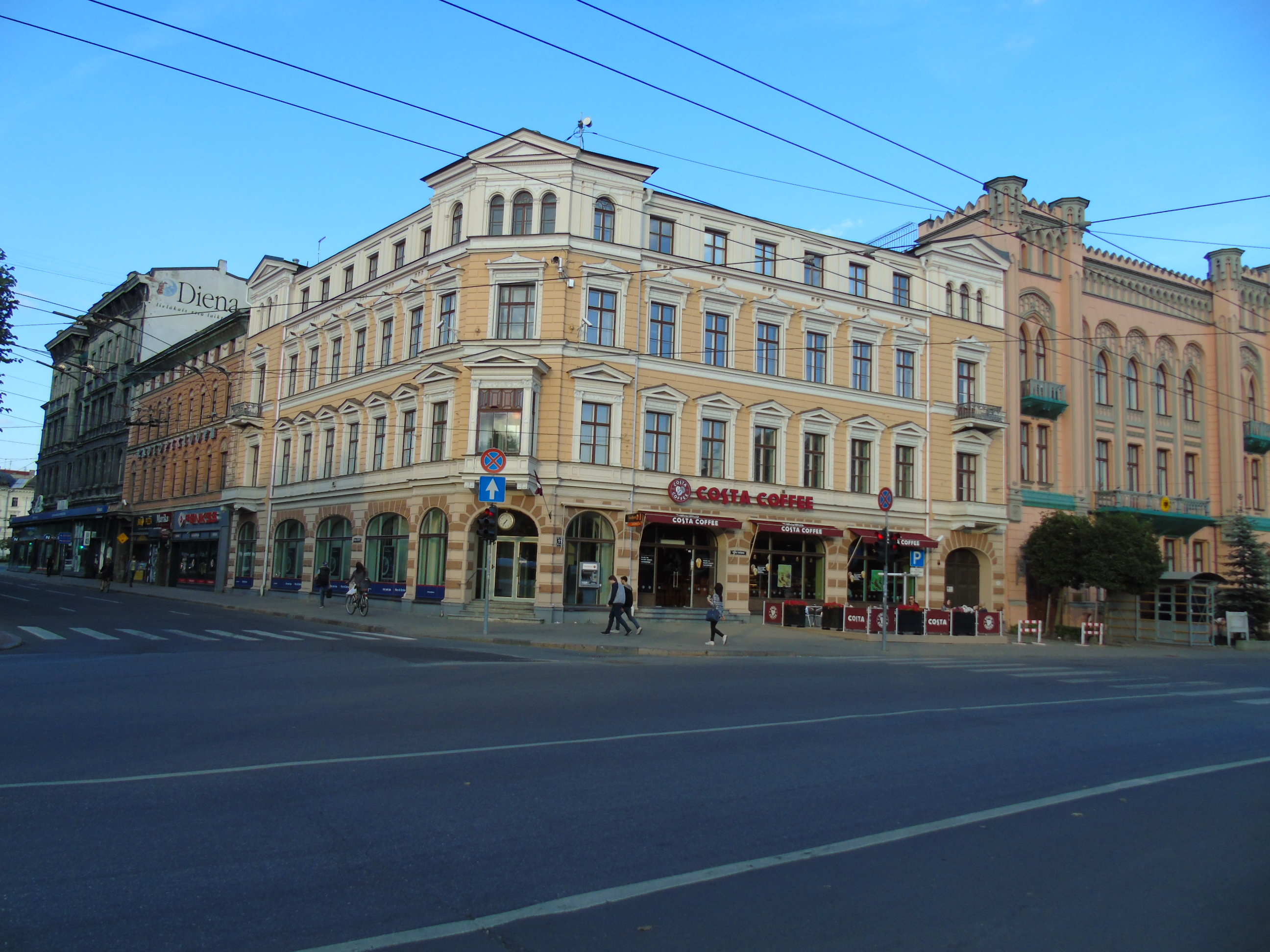
Gebäude Raiņa bulvāris 11
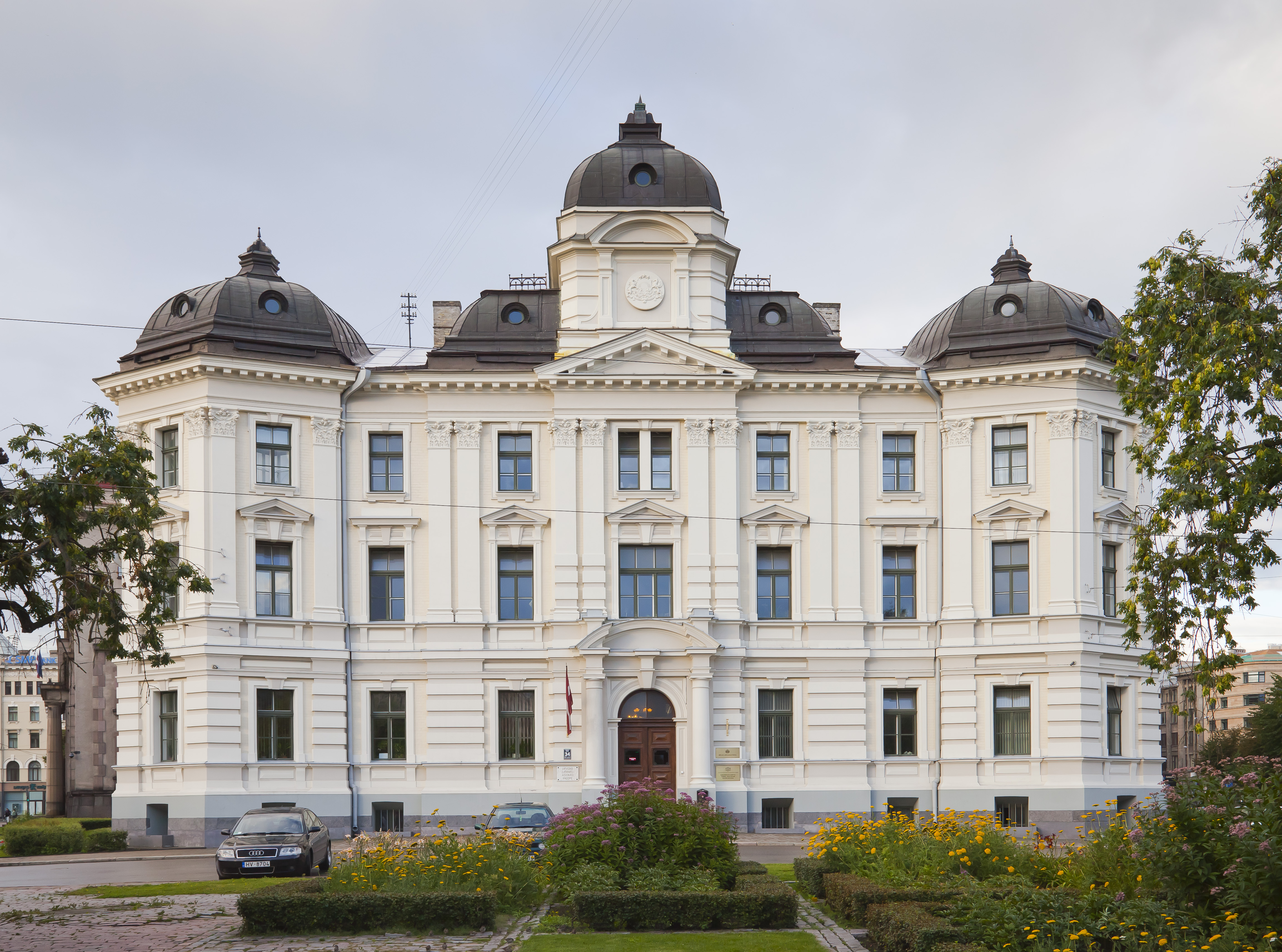
Bezirksgericht
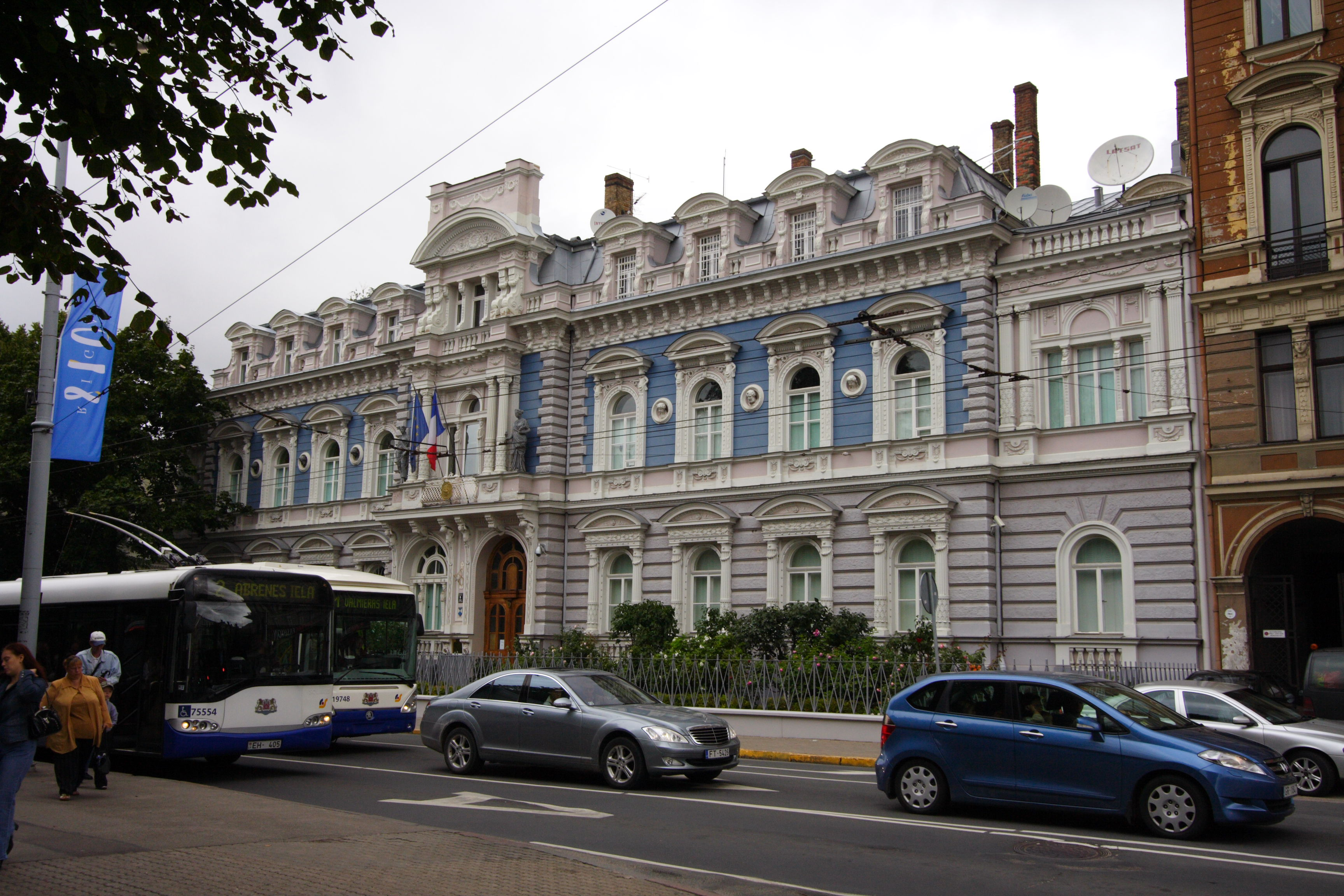
Französische Botschaft
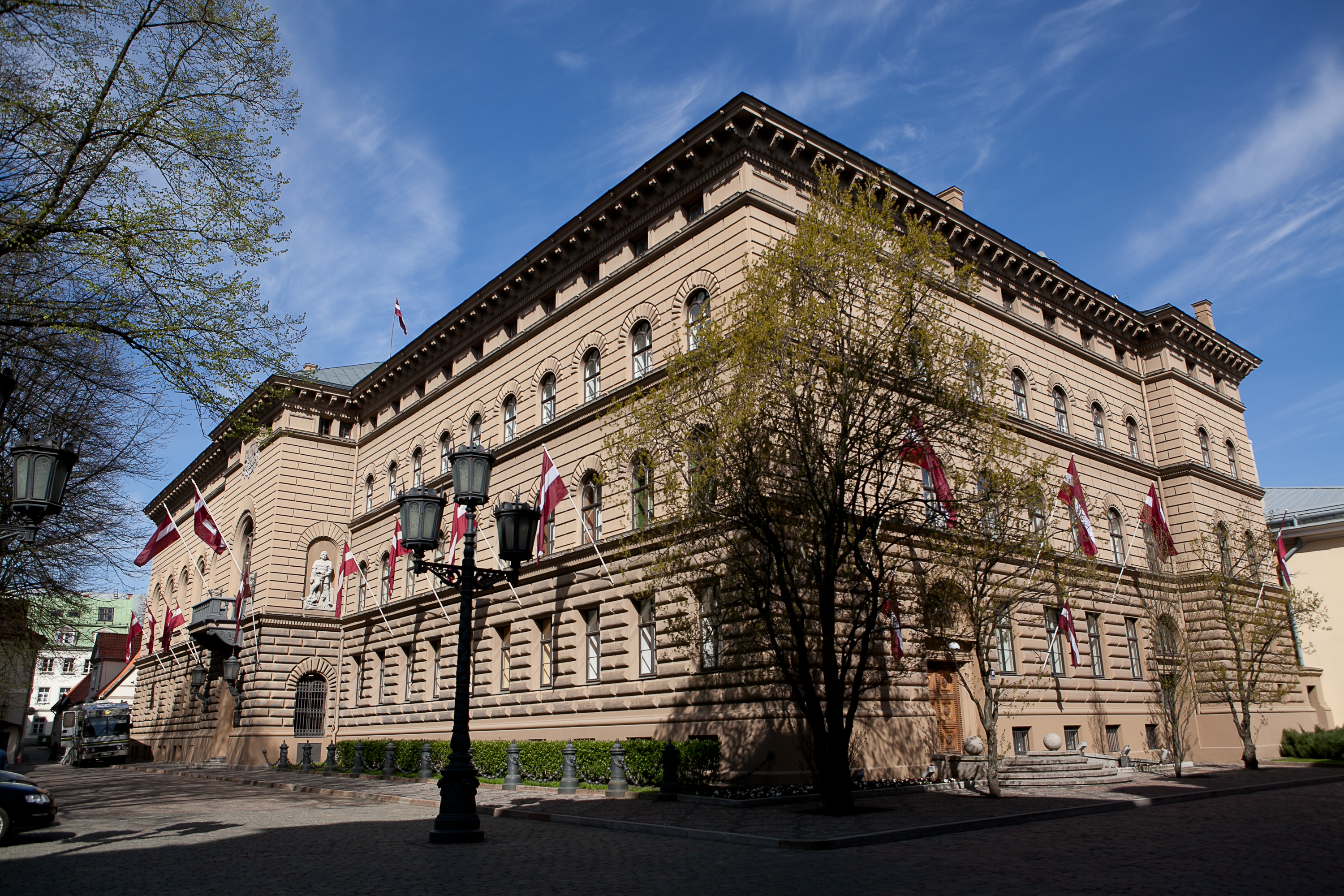
Saeima

Orthodoxe Kirchenbauten in Lettland
- Ainaži: St.-Arsenij-Kirche (1894–1895)
- Aloja: Christi-Geburt-Kirche (1895)
- Bauska St.-Georgs-Kirche (1881)
- Bērzaune (Bezirk Madona): Kirche der lebensspendenden Dreifaltigkeit (1873, kriegszerstört)
- Bučauska (bei Dzelzava, Bezirk Madona): Kirche des Propheten Elia (1874)
- Māļi (bei Skujene, Bezirk Cēsis): Himmelfahrtskirche (1872)
- Mārciena (Bezirk Madona): St.-Alexis-Kirche (1872)
- Nītaure: Christi-Geburt-Kirche (1875–1877)
- Riga, Moskauer Vorstadt: Allerheiligenkirche (1882–1884)
- Riga-Pārdaugava: Kirche der Heiligen Dreifaltigkeit, zusammen mit Vladimir Lunskis (1892–1895)
- Valmiera: Sergius-von-Radonesch-Kirche (1874–1877)

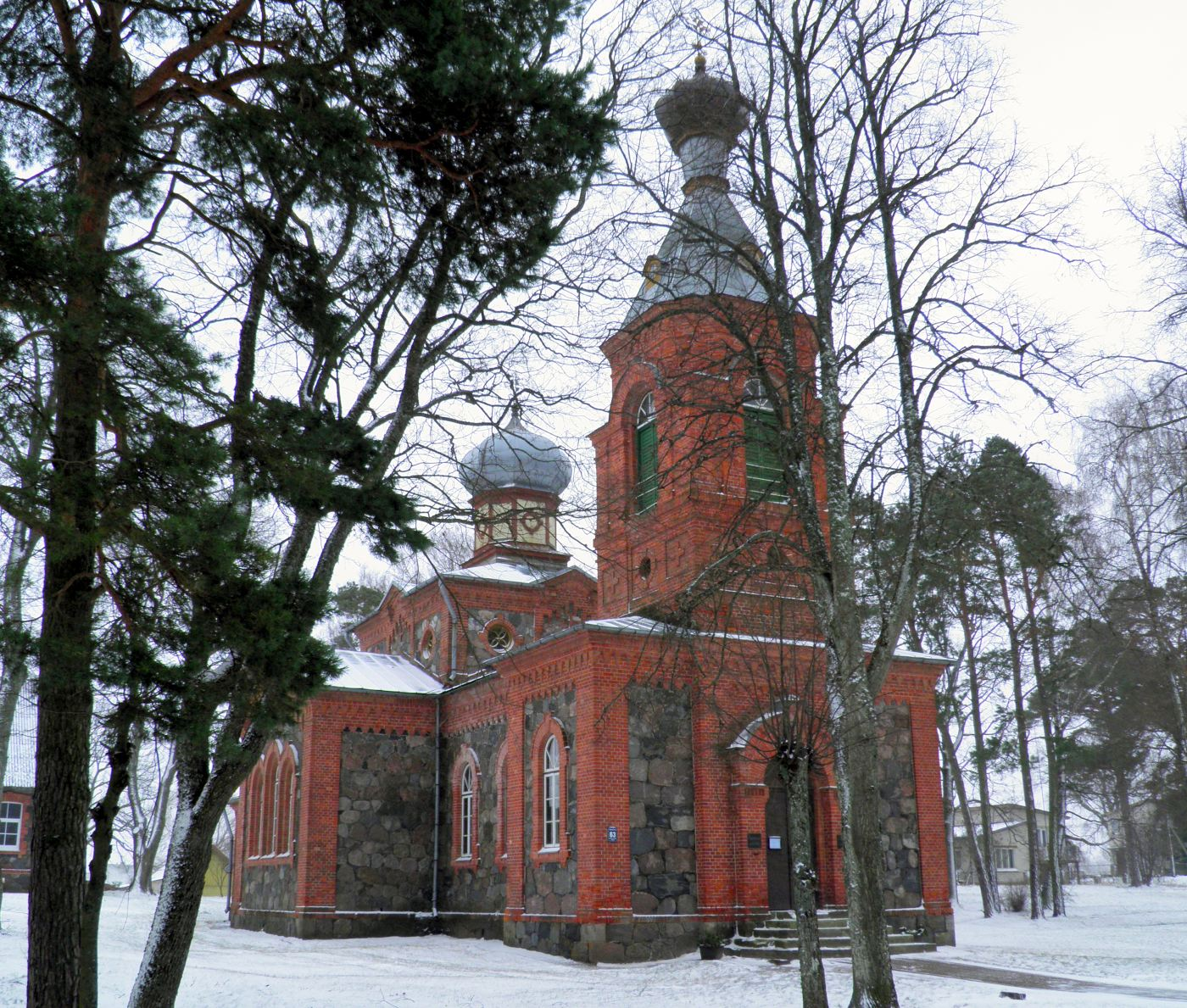
St.-Arseny-Kirche Ainaži
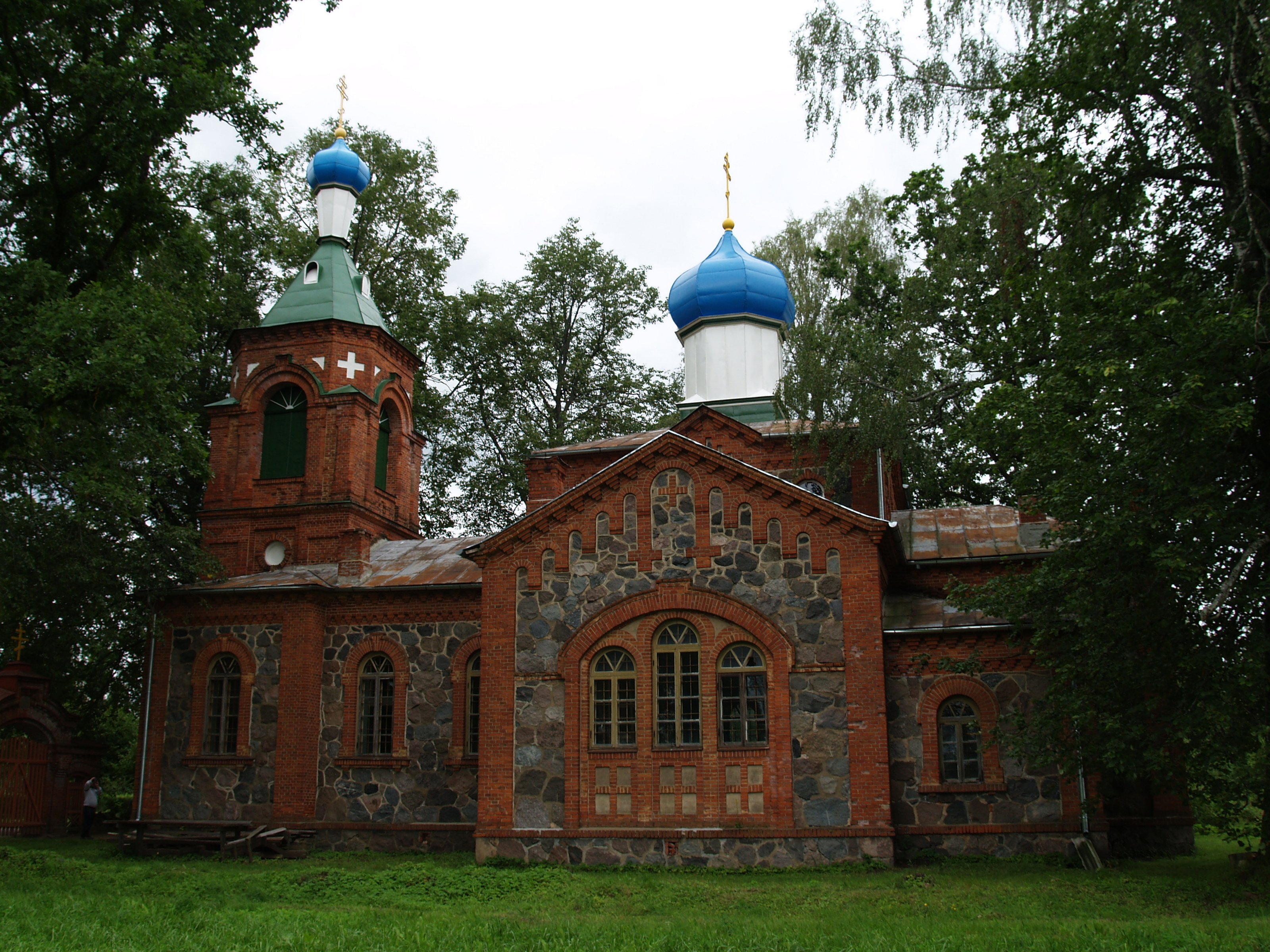
Christi Geburt Kirche Aloja
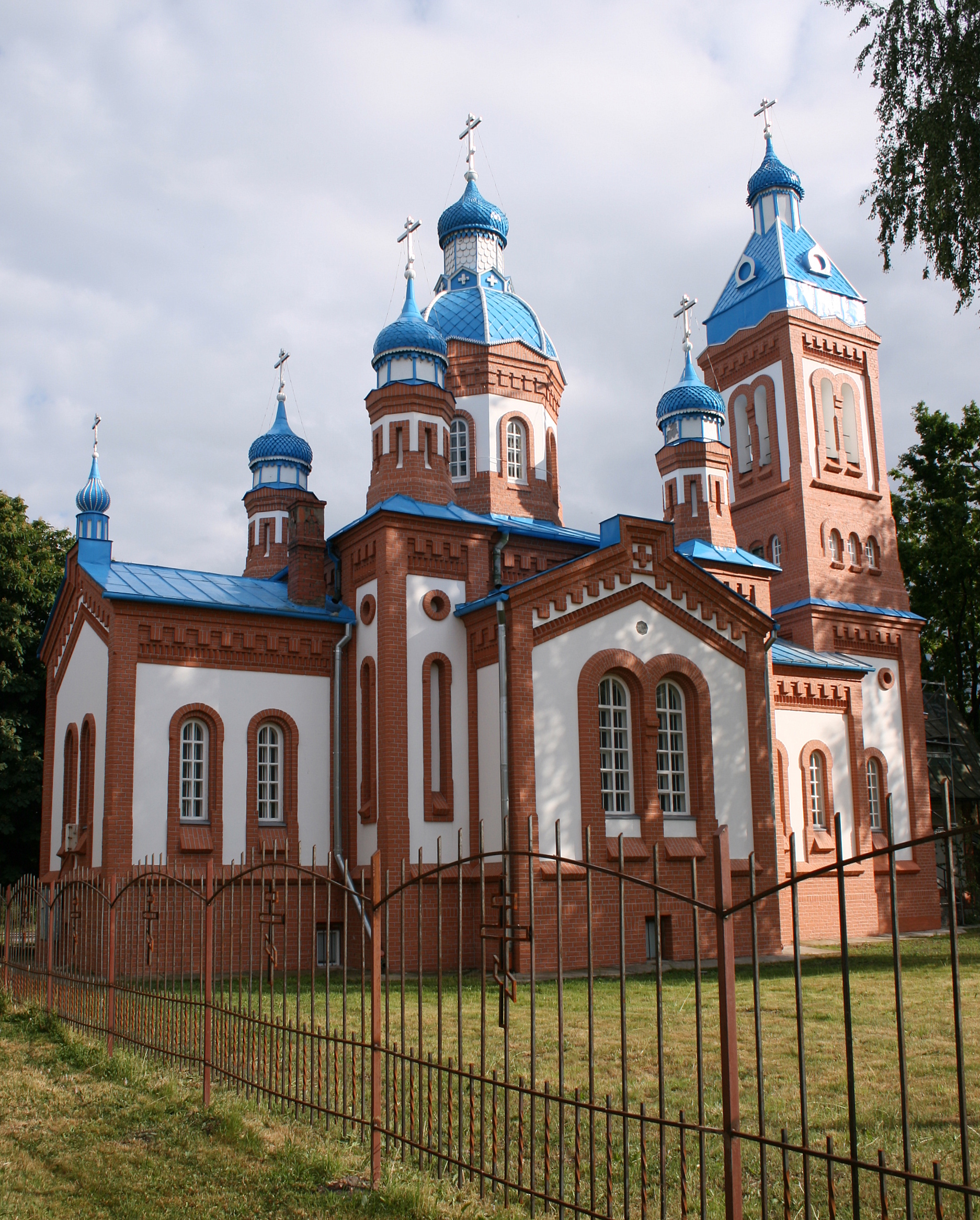
St-Georgs-Kirche in Bauska
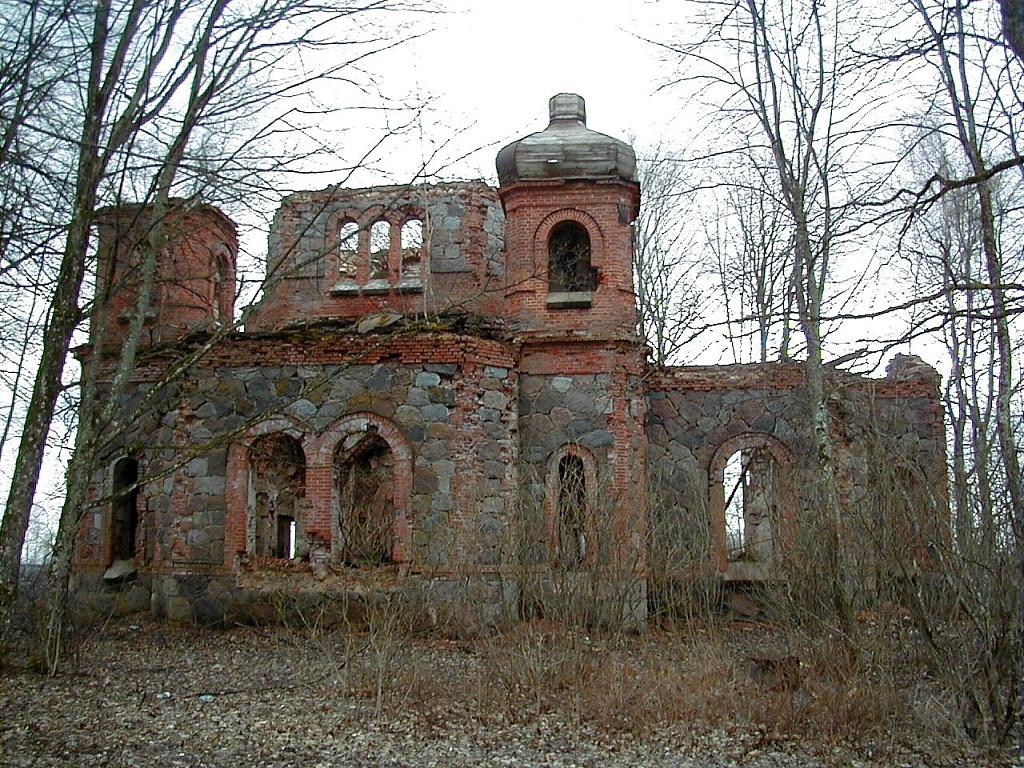
Ruine der Dreifaltigkeitskirche in Bērzaune
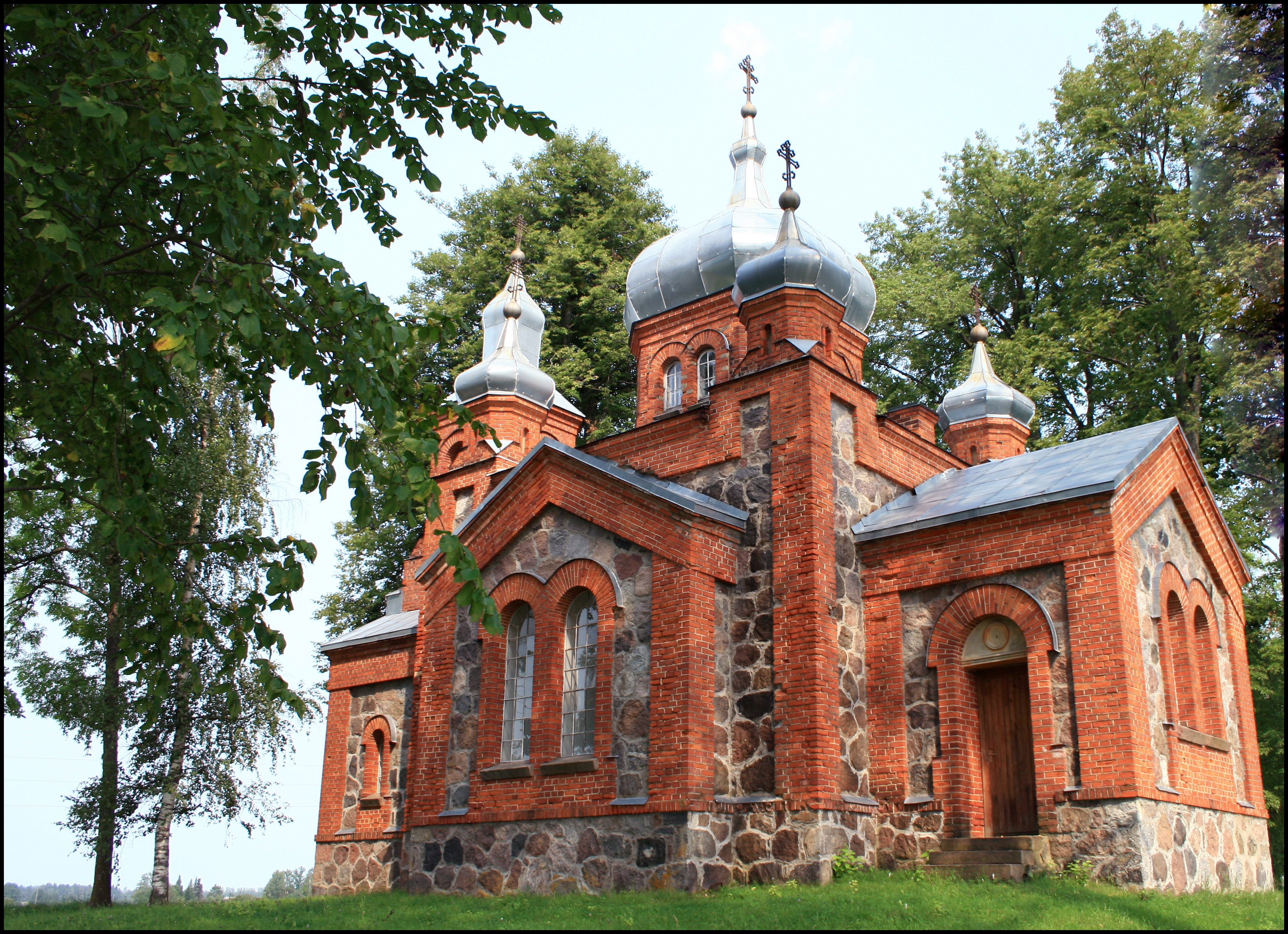
Kirche des Propheten Elia in Bučauska
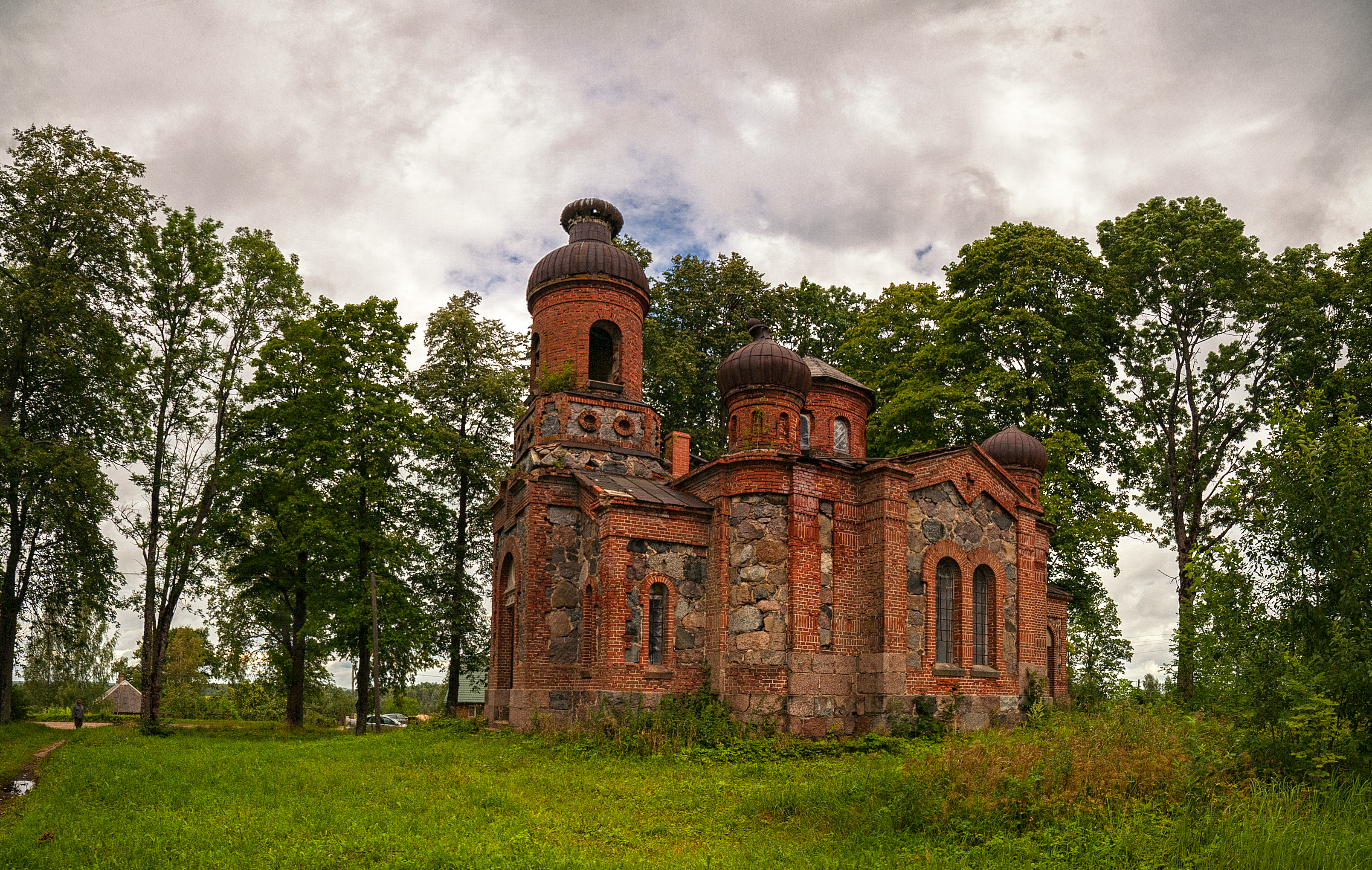
Himmelfahrtskirche in Māļi
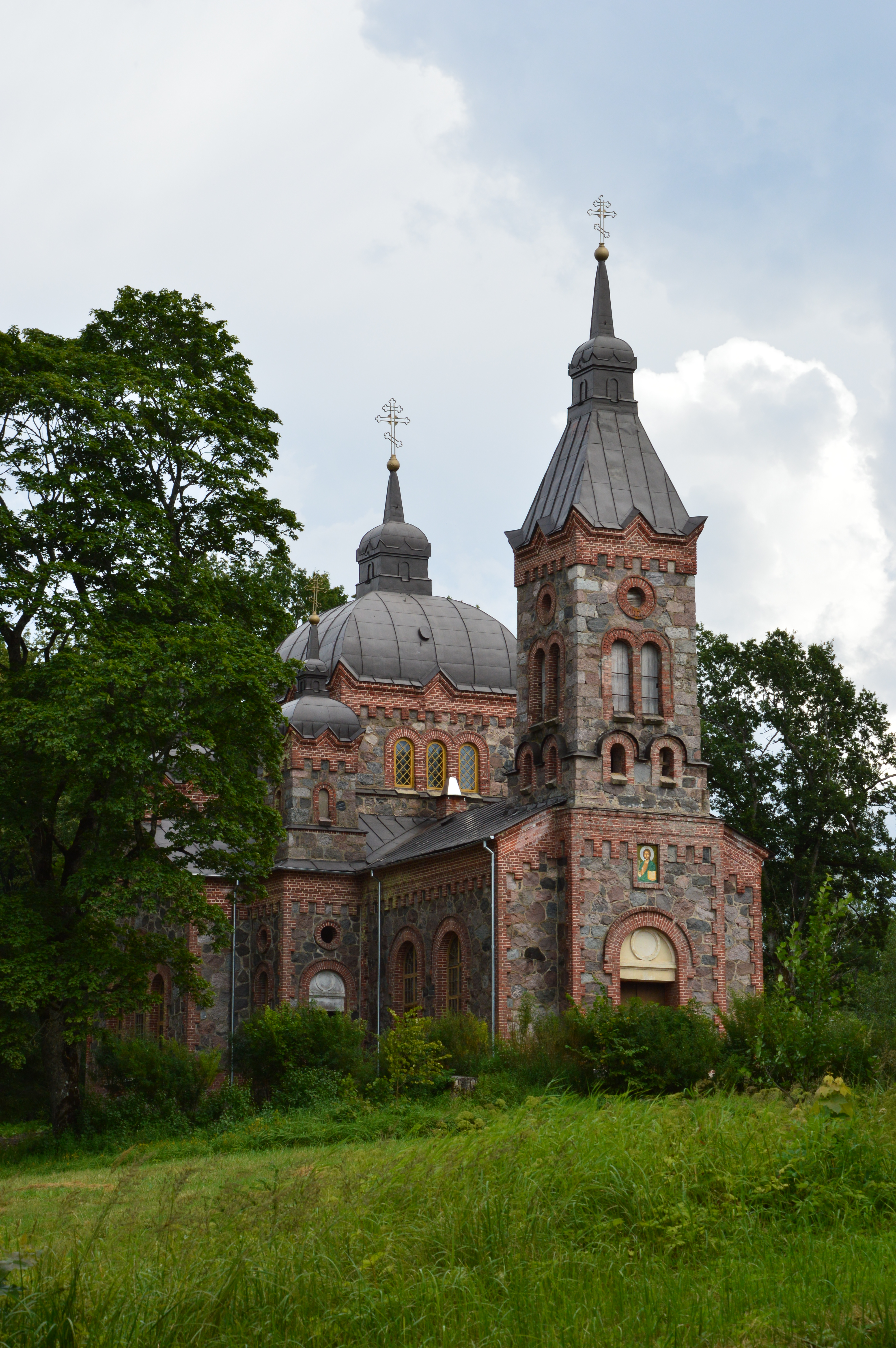
Geburtskirche in Nitaure
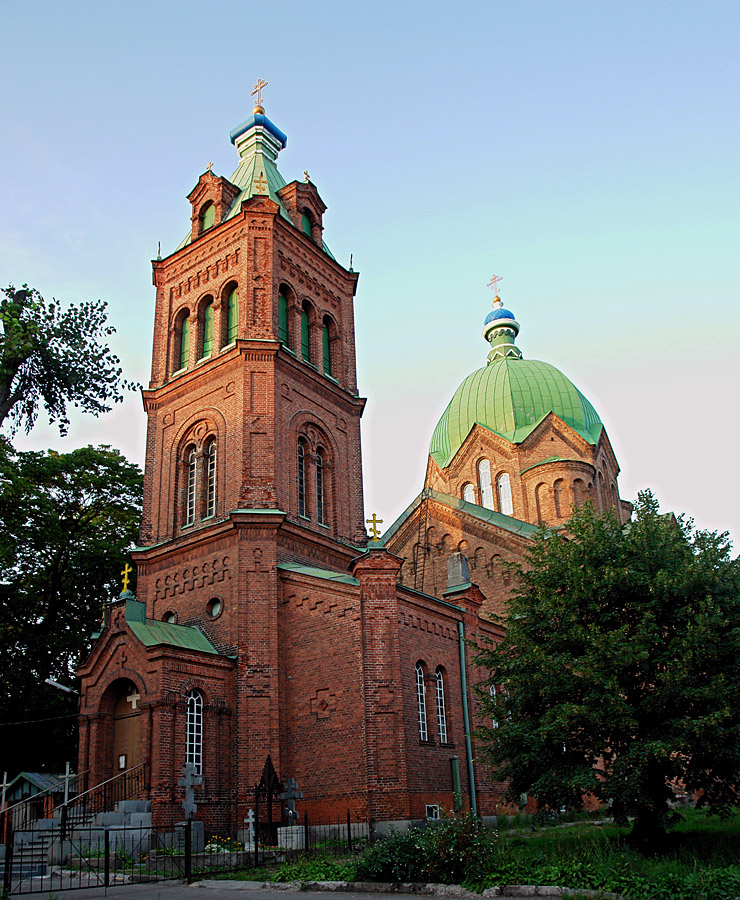
Allerheiligenkirche Riga
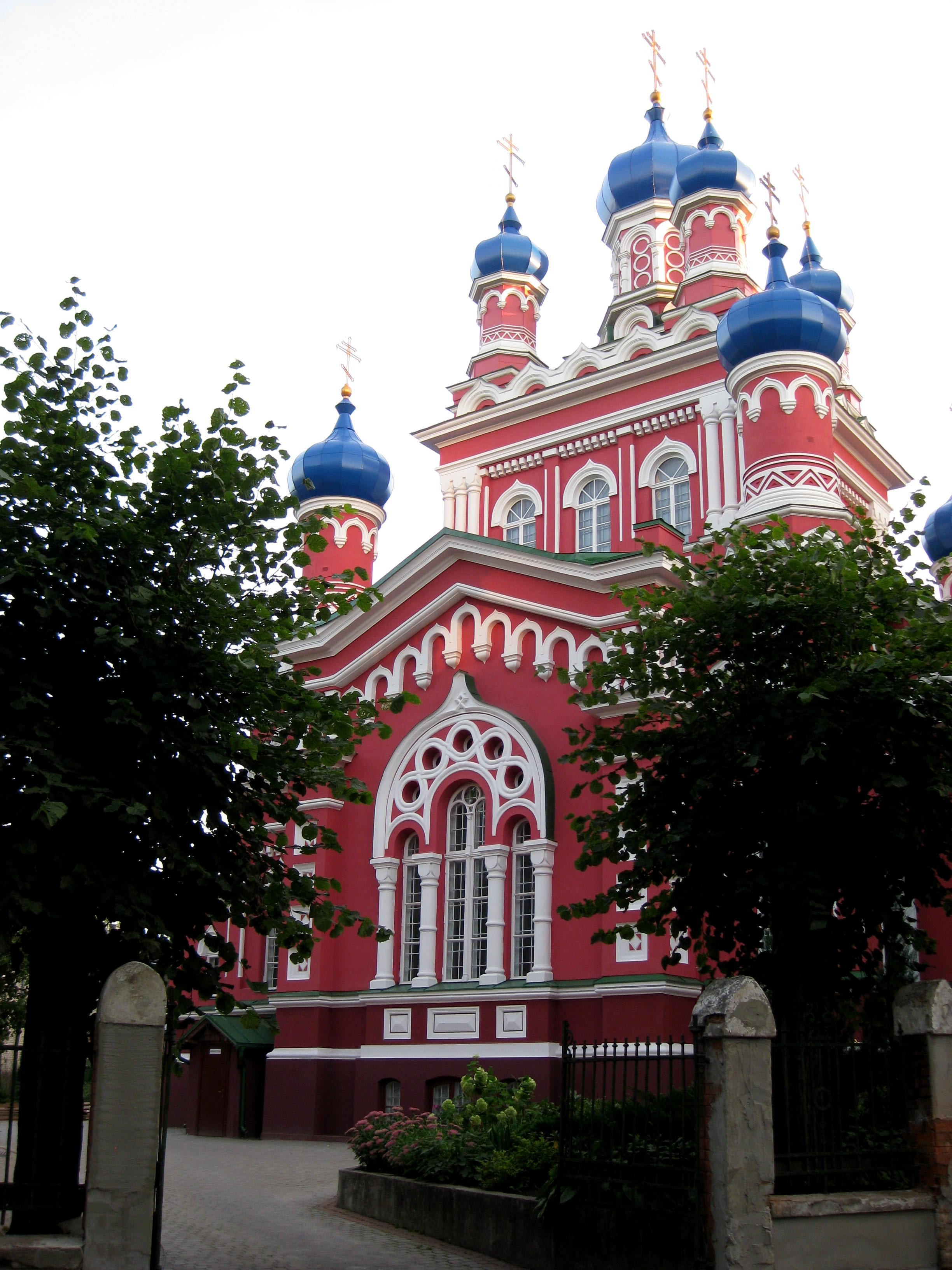
Kirche der Heiligen Dreifaltigkeit Riga
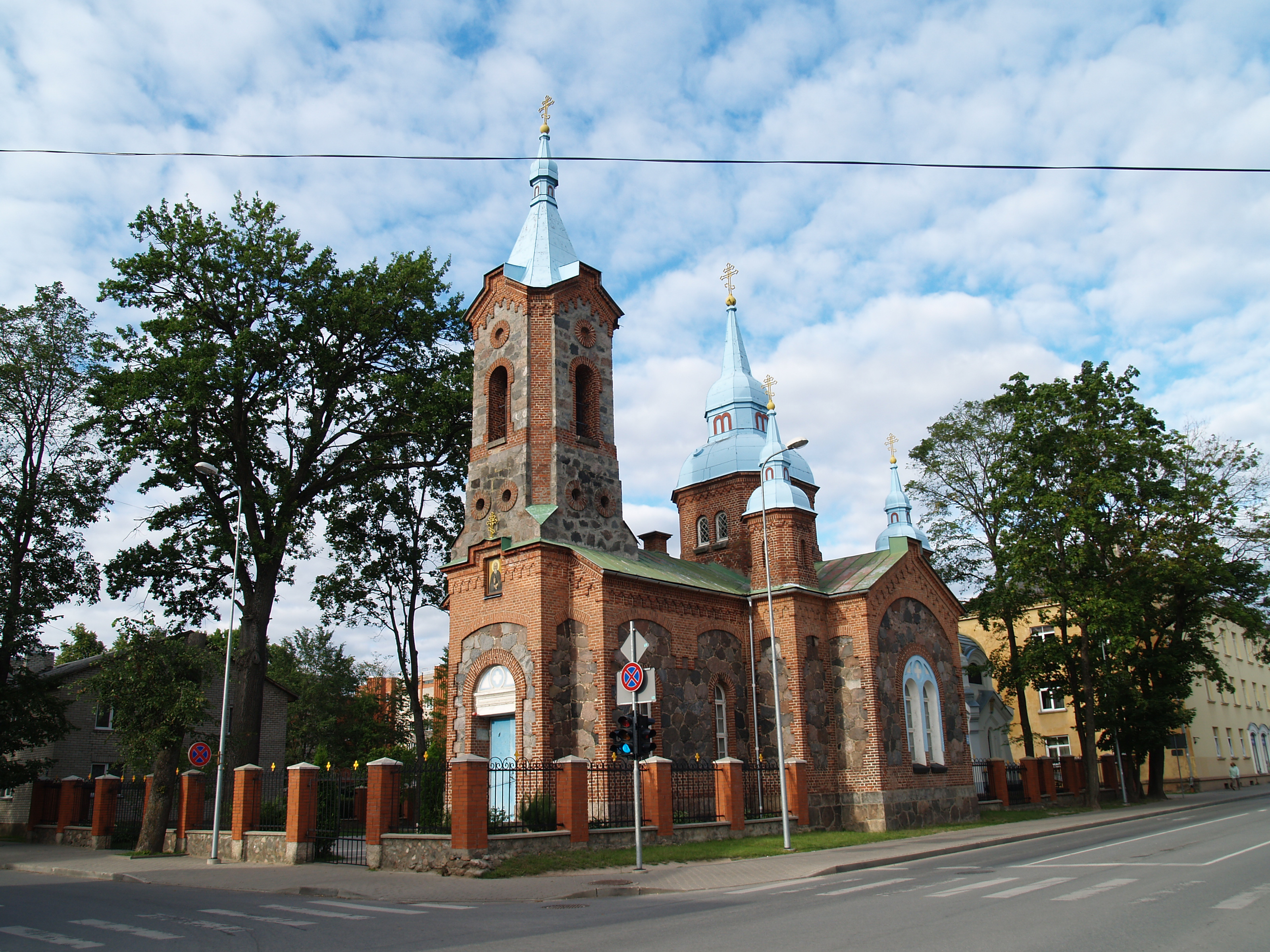
Sergius-von-Radonezh-Kirche Valmiera

Orthodoxe Kirchenbauten in Estland
- Ilmjärve (Gemeinde Otepää), Kirche der Erscheinung (1873)
- Plaani (Gemeinde Rõuge), Nikolaikirche (1873)
- Priipalu (Kreis Valga), Basiliuskirche (1879)

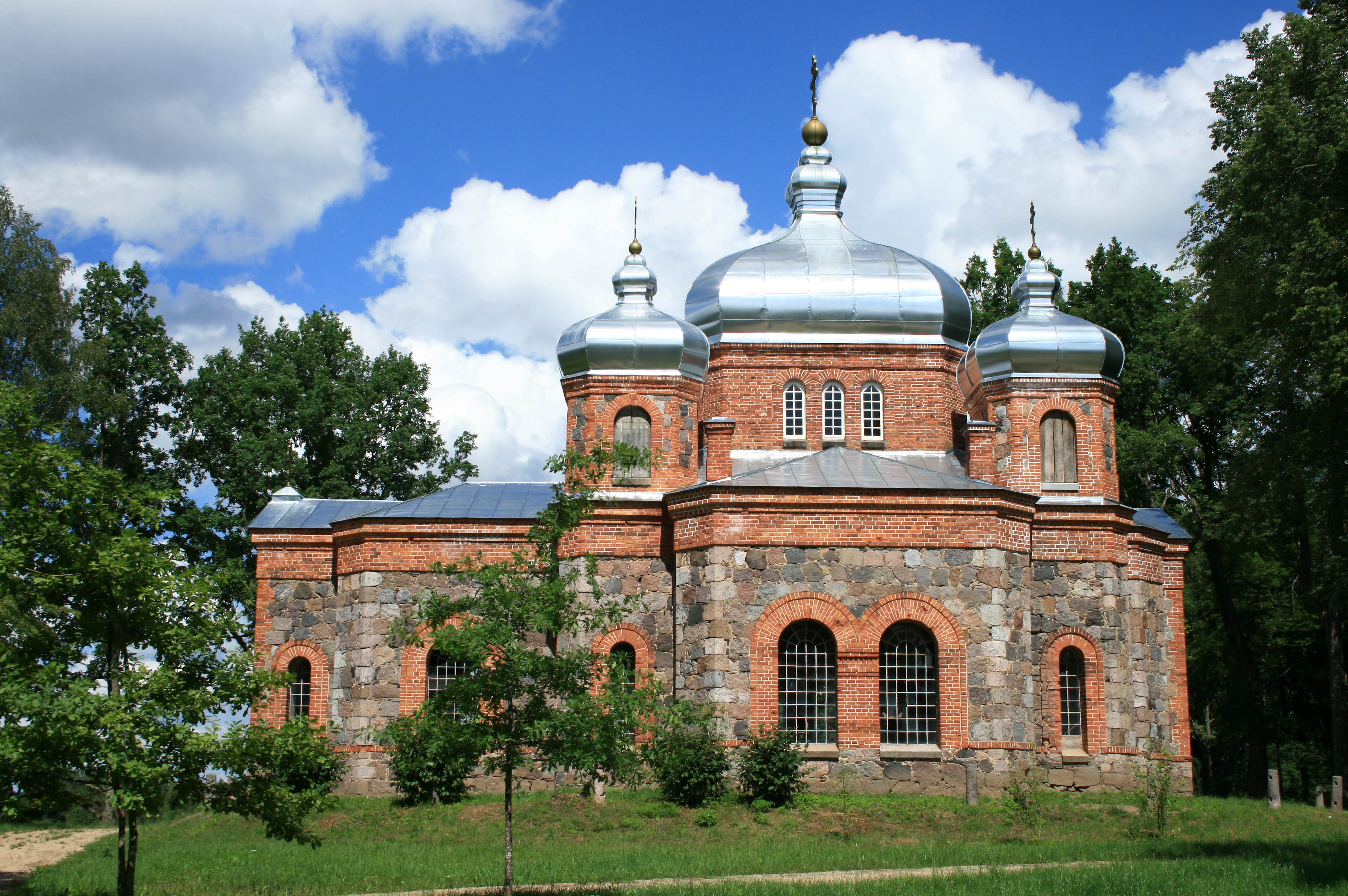
Kirche der Erscheinung Ilmjärve
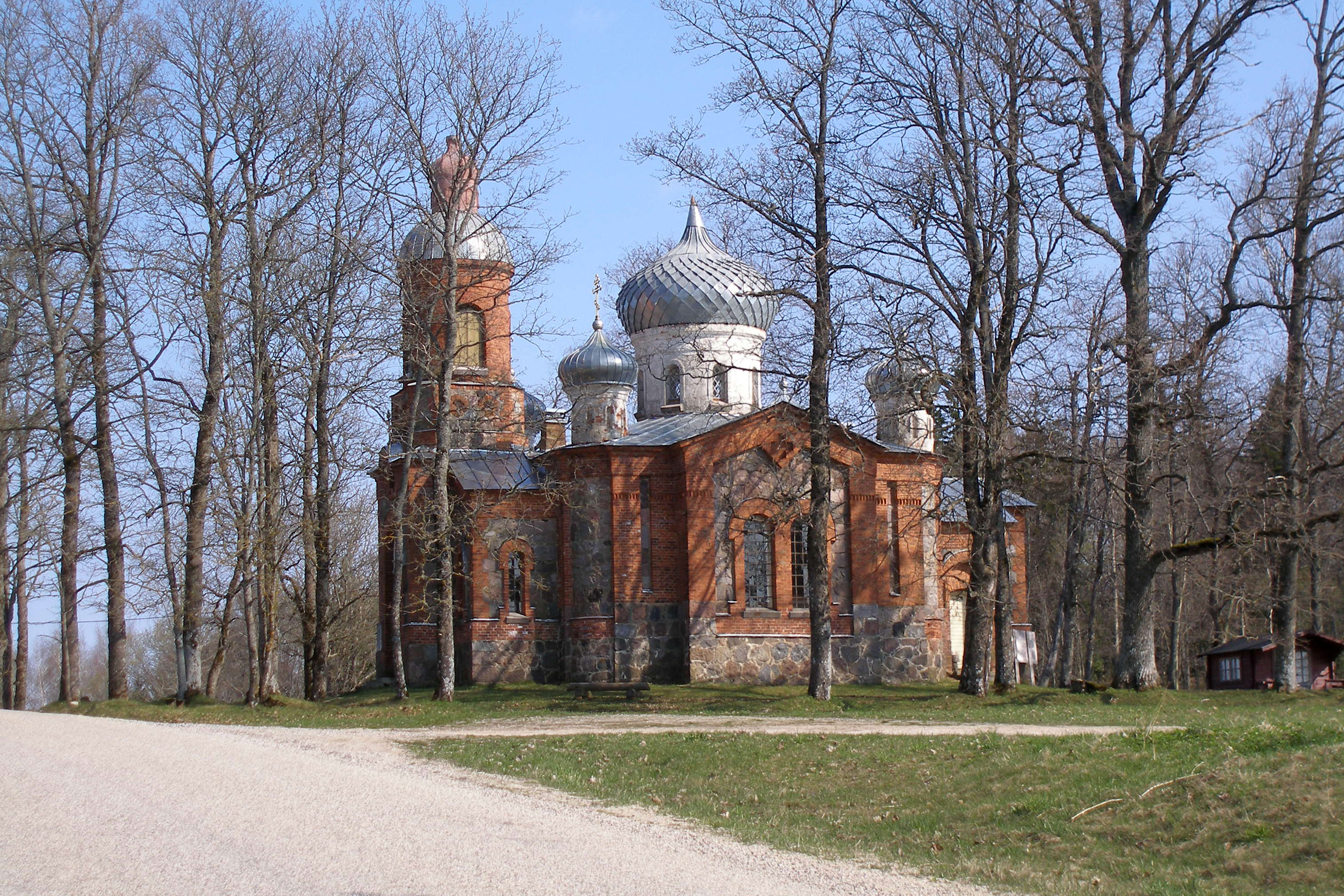
Nikolaikirche Plaani
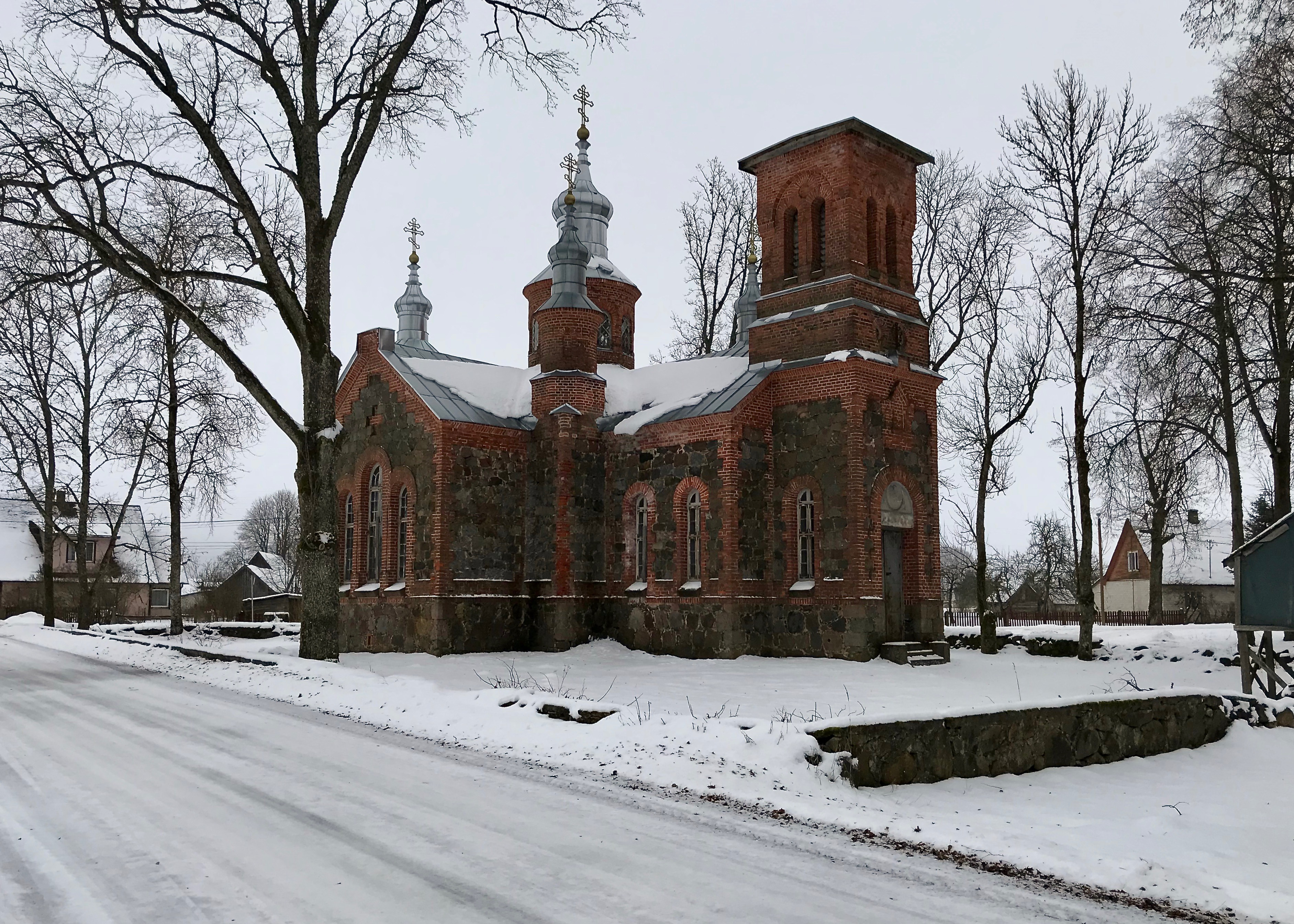
Basiliuskirche Priipalu

Die Dreifaltigkeitskirche in Mustvee, erbaut 1877, und die Christi-Geburt-Kirche in Kärsa, erbaut 1879, entsprechen in Stil und Erscheinungsbild den nachgewiesenen Kirchenbauten Baumanis, so dass dessen Urheberschaft naheliegt.

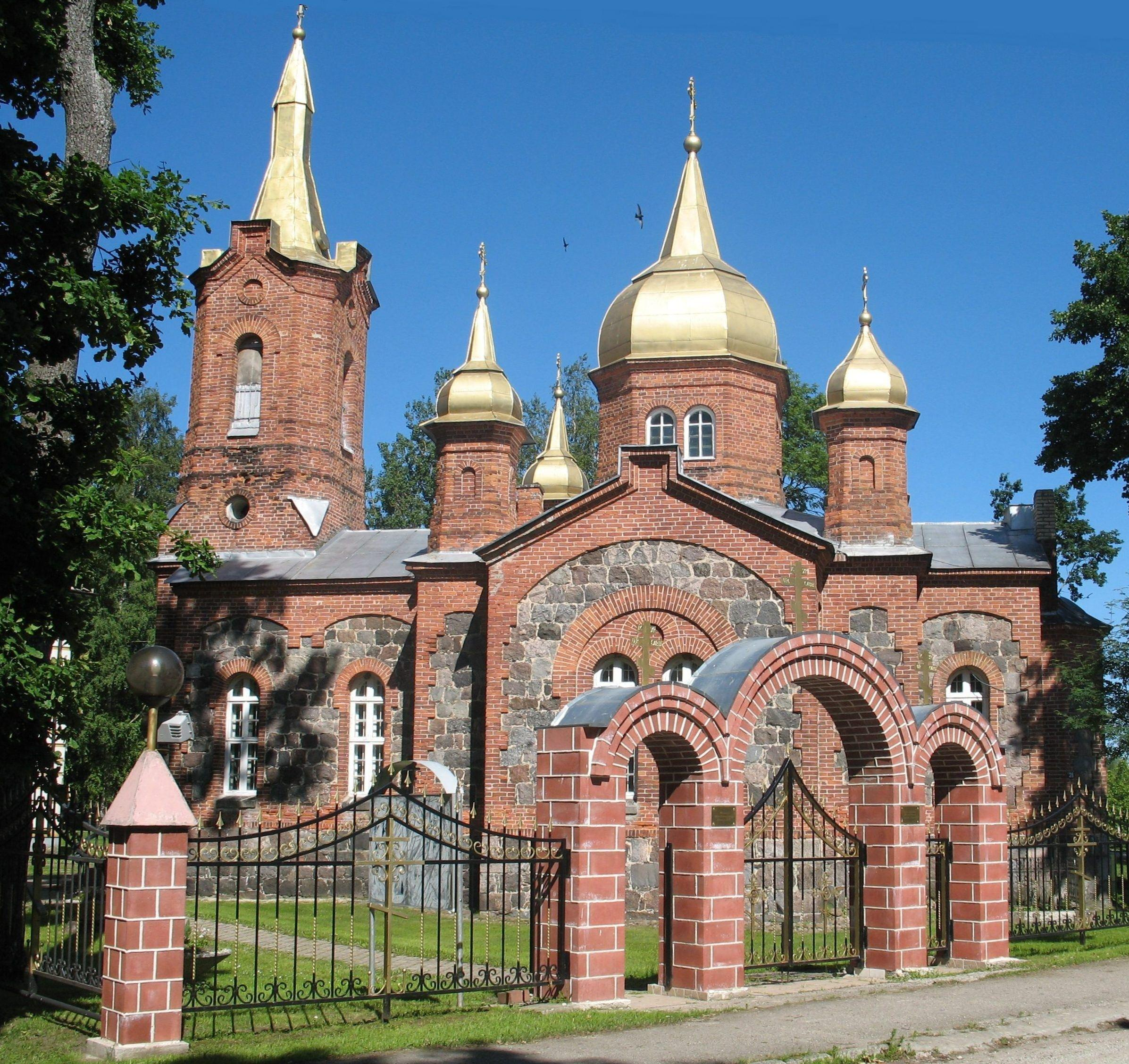
Dreifaltigkeitskirche Mustvee
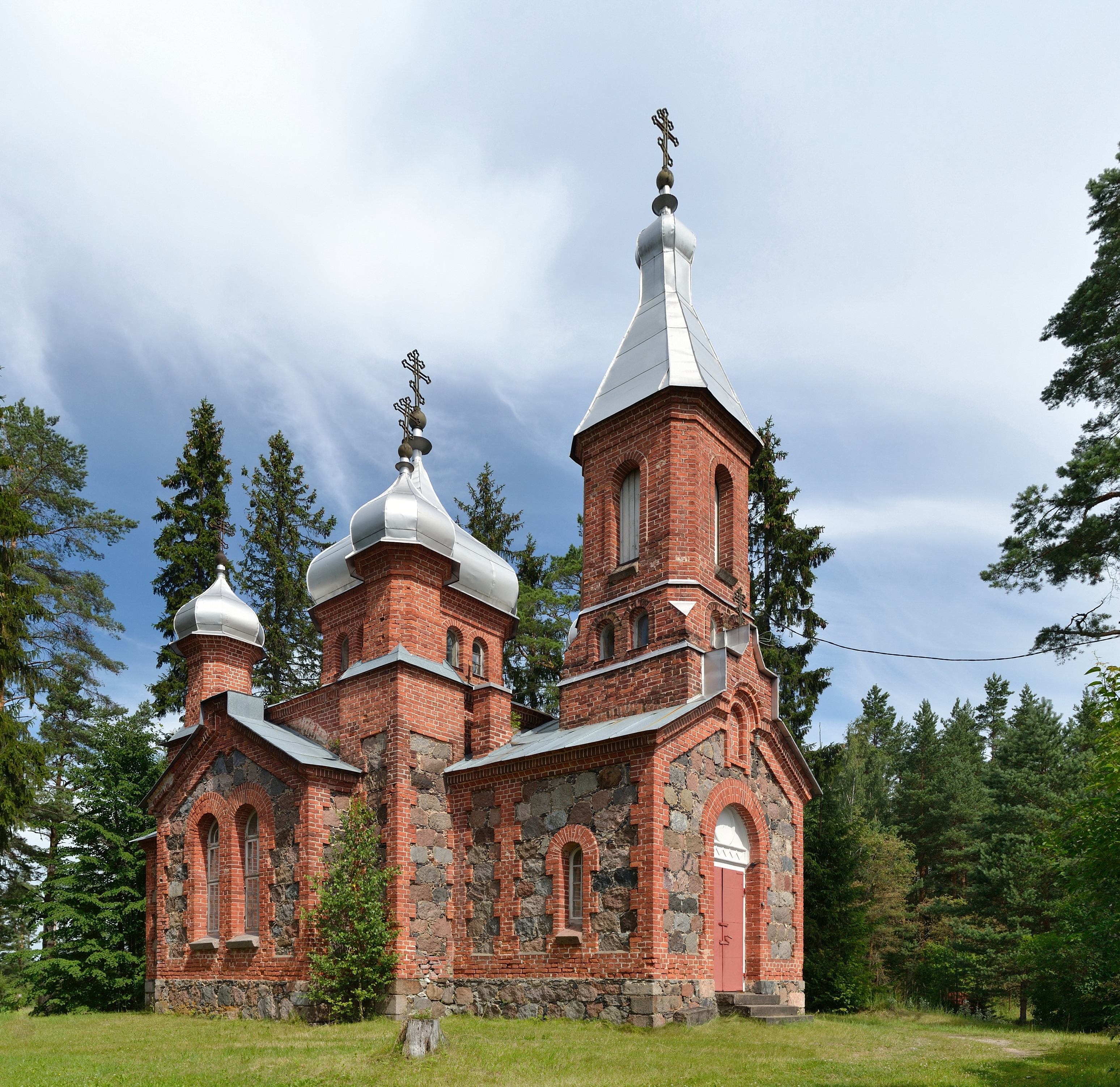
Christi-Geburt-Kirche Kärsa